# 최수연
최수연(1990년 11월 23일~)은 대한민국의 펜싱 선수로 주 종목은 사브르이다. 2020년 하계 올림픽에 참가, 여자 사브르 단체전에서 동메달을 획득하였다.

## 학력
- 이리여자고등학교
- 동의대학교

## 경력
- 2011년 제26회 하계유니버시아드대회 여자 펜싱 국가대표
- 2015년 제28회 광주 하계유니버시아드대회 여자 펜싱 국가대표
- 2015년 안산시청
- 2018년 제18회 자카르타-팔렘방 아시안게임 펜싱 국가대표

## 수상
- 2007년 제88회 전국체육대회 펜싱 여자 고등부 사브르 단체전 금메달
- 2008년 제37회 회장배 전국남녀 개인종별 펜싱선수권대회 여자 고등부 사브르 준우승
- 2008년 제89회 전국체육대회 펜싱 여자 고등부 사브르 단체전 금메달
- 2010년 제48회 전국남녀종별펜싱선수권대회 여자 대학부 사브르 개인전 동메달
- 2011년 제92회 전국체육대회 펜싱 여자 일반부 사브르 단체전 금메달
- 2011년 제26회 하계유니버시아드대회 펜싱 여자 사브르 단체전 동메달
- 2012년 제93회 전국체육대회 펜싱 여자 일반부 사브르 단체전 동메달
- 2013년 제51회 전국남녀종별펜싱선수권대회 여자 일반부 사브르 개인전 동메달
- 2015년 제28회 광주 하계유니버시아드대회 펜싱 여자 사브르 단체전 금메달
- 2017년 레냐노 국제월드컵 펜싱선수권대회 여자 사브르 단체전 동메달
- 2018년 제47회 회장배 전국개인종별선수권대회 여자 일반부 사브르 개인전 금메달
- 2018년 아테네 여자사브르월드컵 단체전 은메달
- 2018년 벨기에 여자사브르월드컵 단체전 동메달
- 2018년 볼티모어 여자사브르월드컵 단체전 동메달
- 2018년 아시아펜싱선수권대회 여자 사브르 개인전 동메달
- 2018년 제18회 자카르타-팔렘방 아시안 게임 여자 사브르 단체전 금메달

## 같이 보기
- 김지연
- 윤지수
- 황선아